# Inosinato disódico
El Inosinato disódico (E631), de fórmula química C10H11N2Na2O8P, es la sal sódica del ácido inosínico. Se trata de un aditivo alimentario encontrado muy a menudo en los fideos instantáneos, en una gran variedad de snacks, como pueden ser las patatas fritas de bolsa. Se emplea fundamentalmente como un potenciador del sabor en sinergia con el glutamato monosódico (conocido como MSG; la sal sódica del ácido glutámico) para proporcionar el sabor umami. Se sabe que potencia igualmente el sabor salado de los alimentos.

## Obtención y Uso
Los potenciadores de sabor guanilato disódico y el inosinato disódico son solubles en agua y se pueden obtener por una degradación química o enzimática de los ácidos nucleicos o por diversos procesos de fermentación. Se trata de un aditivo caro (que encarece el alimento si se emplea en ciertas cantidades) y es por esta razón por la que se suele emplear con otros potenciadores de sabor. Si se mezcla con guanilato dipotásico se convierte en un potenciador del sabor conocido como 5'-Ribonucleótidos de calcio.
Algunas reglamentaciones alimentarias prohíben su uso en los alimentos para niños. No suele incluirse como aditivo en los alimentos vegetarianos ya que generalmente se elabora a partir de carne o pescado. Aunque también puede obtenerse por fermentación bacteriana de azúcares.